# 비단쥐
비단쥐(Pseudomys apodemoides)는 쥐과에 속하는 설치류의 일종이다. 오스트레일리아에서만 발견된다.

## 특징
꼬리 길이 90~110mm를 제외한 몸길이는 65~80mm이다. 몸무게는 16~22g이다. 등 쪽 털은 연한 갈색과 회색을 띠며 배 쪽은 희다.

## 서식지
비단쥐는 오스트레일리아의 토착종으로 특히 오스트레일리아 남동부 지역(빅토리아주 서부)에서 발견된다. 모래 히스 황무지에서 서식하며, 뱅크시아와 카누, 빗자루덤불, 말리 유칼립투스와 같은 식물이 굴 입구를 숨기는 데 사용한다. 여러 개의 통로와 방으로 이루어진 직경 약 2cm의 복잡한 굴을 판다. 상당한 양의 초식 식습관을 유지하기 위해서는 연중 꽃이 피고 열매를 맺는 식물로 이루어진 서식지와 높은 식물 다양성이 필요하다. 비단쥐는 높은 온도와 물 부족에 강한 부정적 영향을 받는 동물이다.

## 습성 및 생태
비단쥐는 야행성 동물로 낮 동안에는 굴 속에서 휴식을 하고, 밤에 식물 씨앗이나 과즙, 꽃, 열매 등을 찾아 나선다. 주로 초식동물이지만 비단쥐는 먹이를 보충하기 위하여 겨울철에 바퀴벌레를 먹기도 한다. 비단쥐는 연중 번식할 수 있지만, 일반적으로 먹이 상태가 좋을 때 번식을 한다. 한 번에 2~5마리의 새끼를 낳는 경향이 있고 연속적으로 새끼를 낳을 수 있다. 비단쥐의 수명은 최대 2년이다.

## 멸종 위기
멸종위협종 보전법(1995년)과 환경보호 및 생물다양성 보전법(1999년), 국립공원 및 야생동물법(1974년), 환경계획 및 평가법(1979년), 토착식물 보전법(1998년)과 같은 종 보전을 위한 수많은 환경 법안이 통과되었다. 비단쥐 개체수에 대한 가장 큰 위협은 건축물과 화재로 인한 지역 식물상의 피해 때문에 일어나는 서식지 파괴이다. 그러나 개체수가 다시 늘어나고 있으며, 더 이상 멸종 위기에 처해 있지 않은 것으로 간주되지만 특정 지역에 서식하기 때문에 위협을 받고 있다.